# محمد صالح عمر
محمد صالح عمر ولد في جزيرة بدين عام 1932م. والده الشيخ عمر محمد الأمين ووالدته الحاجة فرحين سيد أحمد حاج. تلقى تعليمه الأولي بجزيرة بدين ومن ثم انتقل الي مدرسة القولد الوسطي. تلقى تعليمه الثانوي بمدرسة وادي سيدنا الثانوية بامدرمان. تخرج في كلية الحقوق (القانون) قسم الشريعة بجامعة الخرطوم في الأول من أبريل 1959 م حيث تم استيعابه معيداً بكلية الحقوق. تم ابتعاثه ل جامعة لندن حيث حصل علي درجة الماجستير في القانون في 24 أكتوبر 1961م.

## حياته السياسية
انضم لجماعة الاخوان المسلمين أثناء دراسته بالمرحلة الثانوية. تم اختياره في وزارة سر الختم الخليفة وزيراً للثروة الحيوانية في حكومة ثورة أكتوبر 1964م التي خلفت حكومة الفريق إبراهيم عبود حيث كان ممثلاً لجبهة الميثاق الإسلامي. استقال لاحقاً من وظيفته كمحاضر بجامعة الخرطوم والتحق بالمقاومة الفلسطينية الجناح العسكري لحركة فتح. رجع الي السودان في عام 1969 بعد وصول جعفر نميري الي السلطة بمساندة من الشيوعيون في 25 مايو.انضم الي الجبهة الوطنية وانضم لمعسكر أنصار الامام المهدي في الجزيرة أبا بالنيل الأبيض تحت امرة الإمام الهادي المهدي. استشهد في مارس 1970م أثناء المعركة بين الأنصار وجيش الحكومة بمدينة ربك علي النيل الأبيض.

## كتب عنه
- مقالات وتحليلات: وثائق أمريكية عن نميري (15): الاخوان المسلمون :موقع سودانيز اونلاين: واشنطن: محمد علي صالح.
- صحيقة الراى العام- أعمدة يومية- جعفر عباس - بتاريخ الثلاثاء 7 يوليو 2009 م.

## وصلات خارجية
- محمد صالح عمر على موقع أرشيف الشارخ.
- توليه وزارة الثروة الحيوانية فيحكومة أكتوبر الأنتقالية الاولى 1964 م.